# Primera División de Islas Feroe 2012
La temporada 2012 de la Effodeildin fue la 70va. temporada de la Primera División de las Islas Feroe. La temporada comenzó el 24 de marzo de 2012 y terminó el 6 de octubre de 2012. El club campeón fue el EB/Streymur que consiguió su 2° título de liga.

## Ascensos y descensos
| Pos. | Ascendidos de 1. Deild 2011 |
| ---- | --------------------------- |
| 1    | Suðuroy                     |
| 2    | TB                          |

| Pos. | Descendidos de Primera división 2011 |
| ---- | ------------------------------------ |
| 9    | 07 Vestur                            |
| 10   | B71 Sandur                           |

## Sistema de competición
Los 10 equipos participantes jugaron entre sí todos contra todos tres veces totalizando 27 partidos por cada equipo. Al final de la temporada el primer clasificado obtuvo un cupo para la Liga de Campeones 2013-14, mientras que el segundo y el tercer clasificado obtuvieron un cupo para la Liga Europa 2013-14 Por otro lado los dos últimos clasificados descendieron a la 1. Deild 2013.
Un tercer cupo para la Liga Europa 2013-14 fue asignado al campeón de la Copa de Islas Feroe

## Clubes
| Club            | Ciudad       | Estadio                   | Capacidad |
| --------------- | ------------ | ------------------------- | --------- |
| B36 Tórshavn    | Tórshavn     | Gundadalur                | 5.000     |
| B68 Toftir      | Toftir       | Svangaskarð               | 6.000     |
| EB/Streymur     | Streymnes    | við Margáir               | 1.000     |
| HB Tórshavn     | Tórshavn     | Gundadalur                | 5.000     |
| ÍF Fuglafjørður | Fuglafjørður | Fuglafjørdur Stadium      | 3.000     |
| KÍ Klaksvík     | Klaksvík     | Djúpumýra                 | 3.000     |
| NSÍ Runavík     | Runavík      | Runavík Stadium           | 2.000     |
| Suðuroy         | Vágur        | Vesturi á Eiðinum Stadium | 3.000     |
| TB Tvøroyri     | Tvøroyri     | Við Stórá Stadium         | 4.000     |
| Víkingur Gøta   | Norðragøta   | Serpugerði Stadium        | 3.000     |

## Tabla de posiciones
| Pos. | Equipo           | Pts. | PJ | G  | E | P  | GF | GC | Dif. | Clasificación 2013–14                 |
| ---- | ---------------- | ---- | -- | -- | - | -- | -- | -- | ---- | ------------------------------------- |
| 1    | EB/Streymur      | 58   | 27 | 17 | 7 | 3  | 51 | 25 | +26  | Primera ronda de la Liga de Campeones |
| 2    | ÍF               | 54   | 27 | 16 | 6 | 5  | 55 | 23 | +32  | Primera ronda de la Liga Europa       |
| 3    | HB               | 45   | 27 | 13 | 6 | 8  | 56 | 34 | +22  | Primera ronda de la Liga Europa       |
| 4    | KÍ               | 45   | 27 | 13 | 6 | 8  | 59 | 44 | +15  |                                       |
| 5    | Víkingur Gøta    | 59   | 27 | 18 | 5 | 4  | 61 | 31 | +30  | Primera ronda de la Liga Europa       |
| 6    | B36 Tórshavn (C) | 38   | 27 | 10 | 8 | 9  | 42 | 36 | +6   |                                       |
| 7    | NSÍ              | 31   | 27 | 9  | 4 | 14 | 36 | 43 | −7   |                                       |
| 8    | TB               | 24   | 27 | 5  | 9 | 13 | 30 | 50 | −20  |                                       |
| 9    | B68 Toftir       | 24   | 27 | 6  | 6 | 15 | 23 | 43 | −20  | Descenso a 1. deild 2013              |
| 10   | Suðuroy          | 9    | 27 | 2  | 3 | 22 | 16 | 78 | −62  | Descenso a 1. deild 2013              |

Actualizado a los partidos jugados el 6 de octubre de 2012.
 Fuente: Soccerway
Notas:
1. ↑  El Víkingur Gøta obtuvo un cupo para la Primera ronda de la Liga Europa 2013-14 tras ganar la Copa de Islas Feroe 2012.

## Tabla de resultados cruzados
| Local \ Visitante | B36 | B68 | EBS | HB  | ÍF  | KÍ  | NSÍ | SUÐ | TB  | VÍK |
| ----------------- | --- | --- | --- | --- | --- | --- | --- | --- | --- | --- |
| B36               | —   | 1–2 | 1–2 | 1–0 | 1–1 | 2–3 | 5–1 | 1–0 | 2–2 | 3–0 |
| B68               | 1–1 | —   | 1–2 | 1–2 | 0–2 | 0–2 | 3–2 | 2–0 | 1–1 | 1–1 |
| EB/Streymur       | 1–1 | 0–0 | —   | 2–2 | 2–1 | 1–1 | 1–0 | 3–0 | 1–1 | 0–1 |
| HB                | 2–1 | 4–0 | 0–1 | —   | 1–4 | 5–0 | 2–4 | 6–0 | 4–1 | 1–1 |
| ÍF                | 1–1 | 2–0 | 1–2 | 2–0 | —   | 2–0 | 2–1 | 3–2 | 1–1 | 1–2 |
| KÍ                | 0–2 | 3–0 | 1–3 | 1–1 | 1–0 | —   | 3–2 | 5–1 | 0–0 | 3–3 |
| NSÍ               | 3–1 | 0–2 | 1–0 | 2–4 | 1–2 | 0–2 | —   | 0–0 | 2–0 | 0–2 |
| Suðuroy           | 0–2 | 0–1 | 0–2 | 0–1 | 0–6 | 1–4 | 0–2 | —   | 1–1 | 1–1 |
| TB                | 1–4 | 3–1 | 0–3 | 4–2 | 1–0 | 1–6 | 1–3 | 3–0 | —   | 0–2 |
| Víkingur Gøta     | 3–2 | 2–0 | 2–1 | 2–2 | 1–4 | 0–1 | 1–1 | 4–0 | 1–0 | —   |

| Local \ Visitante | B36 | B68 | EBS | HB  | ÍF  | KÍ  | NSÍ | SUÐ | TB  | VÍK |
| ----------------- | --- | --- | --- | --- | --- | --- | --- | --- | --- | --- |
| B36               | —   | 1–0 | 1–4 | —   | 0–2 | —   | —   | 3–1 | —   | 1–1 |
| B68               | —   | —   | 0–1 | —   | 0–0 | 1–3 | 1–1 | —   | —   | —   |
| EB/Streymur       | —   | —   | —   | 3–2 | —   | 1–1 | 4–0 | 4–2 | 3–2 | —   |
| HB                | 2–0 | 4–0 | —   | —   | —   | —   | —   | —   | 3–1 | 0–0 |
| ÍF                | —   | —   | 1–1 | 0–0 | —   | 5–2 | 3–1 | —   | —   | —   |
| KÍ                | 3–4 | —   | —   | 1–2 | —   | —   | 2–1 | 7–1 | 1–1 | —   |
| NSÍ               | 0–0 | —   | —   | 2–0 | —   | —   | —   | 5–1 | 0–1 | 1–0 |
| Suðuroy           | —   | 2–1 | —   | 0–4 | 1–4 | —   | —   | —   | 1–0 | 1–1 |
| TB                | 0–0 | 1–4 | —   | —   | 1–2 | —   | —   | —   | —   | 2–2 |
| Víkingur Gøta     | —   | 2–0 | 2–3 | —   | 0–3 | 4–3 | —   | 3–1 | —   | —   |

## Goleadores
| Pos. | Jugador                | Club        | Goles |
| ---- | ---------------------- | ----------- | ----- |
| 1    | Clayton Soares         | ÍF          | 22    |
| 1    | Páll Klettskarð        | KÍ          | 22    |
| 3    | Arnbjørn Hansen        | EB/Streymur | 16    |
| 4    | Klæmint Olsen          | NSÍ         | 14    |
| 5    | Christian Mouritsen    | HB          | 12    |
| 6    | Kaj Leo í Bartalsstovu | Víkingur    | 11    |
| 7    | Andy Olsen             | KÍ          | 9     |
| 8    | Fróði Benjaminsen      | HB          | 8     |
| 8    | Hjartvard Hansen       | Víkingur    | 8     |
| 8    | Leif Niclasen          | EB/Streymur | 8     |